# Henry E. Sigerist
Henry Ernest Sigerist (Paris, 7 de abril de 1891 – Pura (Suíça), 17 de março de 1957) foi um dos mais influentes historiadores da medicina do século XX.
Sigerist foi membro da Academia Leopoldina, professor das universidades Johns Hopkins, Yale e Leipzig. Como defensor da medicina social, atacou as teses conservadoras da Sociedade Médica Americana.